# Rádio Top 100 Oficiálna
Rádio Top 100 Oficiálna is de officiële Slowaakse wekelijks gepubliceerde hitlijst. Deze wordt om historische redenen bijgehouden door de Tsjechische platenindustrie (de IFPI), sinds de Slowaakse in 2009 ophield te bestaan.